# Битва при Кадорет
Битва при Кадорет состоялась на болотах Кадорет недалеко от Лануе (коммуна Лес Форж) в 1345 году как часть войны за бретонское наследство (1341-1365) годах.

## Предыстория
Битва произошла после победы в осаде города Кемпер, организованной Карлом де Блуа в 1344 году.

## Битва
Томас Дэгуорт держал путь к Плоэрмелю через город Кадорет. Противники же, Карл де Блуа и его армия уже находилась в землях Кадорета. Две армии встретились, и битва шла в течение всего дня. Оказавшись под шквалом стрел валлийских лучников, армия Карла понесла большие потери.

## Последствия
Французские военачальники Галуа де ла Хьюз и Пин Фонтенэй были взяты в плен, а Карл де Блуа отступил с поля боя.